# Bovo II.
Bovo II. († 916) war von 900 bis 916 Abt von Corvey. Er war ein Kenner des Boethius und stand mit am Anfang der mittelalterlichen Auseinandersetzung mit der (spät-)antiken Philosophie.  

## Leben
Für die Siedlung Horhusen, heute Niedermarsberg, erhielt er von König Ludwig III. die Markt- und Münzrechte. Hinzu kam die Berechtigung dort Zoll erheben zu dürfen. Nach der Wahl Konrads zum König kam dieser auch nach Corvey und bestätigte dem Kloster seine alten Rechte. Trotz königlichen Schutzes drangen die Ungarn mehrfach bis Corvey vor. Im Jahr 915 sahen sich die Mönche sogar gezwungen vorübergehend in die Wälder zu fliehen. 

## Werk
Bovo war gelehrt. Adam von Bremen erwähnt einen Autor mit diesem Namen, der eine Arbeit über die Ereignisse seiner Zeit verfasst hat. Möglicherweise war es dieser Bovo, es wurden als Verfasser aber auch Bovo I. und sogar Bovo III. genannt. 
Bovo II. war mit den alten Sprachen, inklusive mit dem Griechischen, vertraut. Widukind von Corvey berichtete, das Bovo König Konrad einen auf Griechisch geschriebenen Brief vorgelesen hätte, was ihm nicht unerhebliche Bewunderung eingebracht hätte. Intensiv hat er sich mit Boethius auseinandergesetzt. Zu dessen Trost der Philosophie hat er einen Kommentar verfasst. Bovo erkannte, dass der Schöpfungsmythos im dritten Buch der Consolatio des Boethius platonische Gedanken enthielt und eigentlich unvereinbar mit dem christlichen Glauben sei. Bovo argumentierte insbesondere, dass die Idee einer Weltseele, die den Kosmos organisiert, dem Christentum fremd sei. Obwohl Bovo begriffen hatte, dass der Text des Boethius nicht christlich zu nennen sei, hat er ihn doch bewundert. Er hat in seinem Kommentar auch mit den Begriffen der antiken Philosophie operiert und diese zu definieren gesucht.